# Верхњевиљујски рејон
Верхњевиљујски рејон или Верхњевиљујски улус (рус. Верхневилюйский район, јакут. Үөһээ Бүлүү улууһа) један је од 34 рејона Републике Јакутије у Руској Федерацији. Налази се на западу Јакутије и окружен је са сјевера Олењочким, сјевероистока Виљујским, југоистока Горњим, југа Ољокминским, југозапада Сунтарским и запада Њурбинским рејоном.
Рејоном тече ријека Виљуј са многим притокама. Укупна површина рејона је 43.170 км². А административни центар је насеље Верхњевиљујск. (рус.Верхневилюйск).
Укупан број становника рејона је 21.279 људи (2010). Становништво чине Јакути (97,5%), те мањи број Руса и других.